# Koeleria nitidula
Koeleria nitidula là một loài thực vật có hoa trong họ Hòa thảo. Loài này được Velen. mô tả khoa học đầu tiên năm 1891.